# Polesie Mikułowskie
Polesie Mikułowskie – wieś w Polsce, położona w województwie świętokrzyskim, w powiecie opatowskim, w gminie Ożarów.
| SIMC    | Nazwa      | Rodzaj    |
| ------- | ---------- | --------- |
| 1018309 | Bolesławów | część wsi |
| 0802685 | Koło Szosy | część wsi |

W latach 1975–1998 miejscowość administracyjnie należała do województwa tarnobrzeskiego.